# Kärdla
Kärdla este reședința Județului Hiiu din Estonia.

## Așezarea geografică
Orașul este situat în partea de nord-vest a insulei Hiiumaa și este port la Golful Tareste.

## Istorie
Kärdla este menționat pentru prima oară în documente ca și sat locuit de suedezi. Dezvoltarea economică a localității s-a datorat în principal fabricii de confecții, carea luat ființă în anul 1830. Mai târziu, în 1849, se construiește portul.
Atât fabrica cât și portul au fost distruse în urma ostilităților din cel de-Al Doilea Război Mondial. Kärdla devine târgușor în 1920, pentru ca în 1938 să capete statut de oraș.

## Transport
Orașul este port la Marea Baltică și este deservit de Aeroportul Kärdla.

## Turism
La sud-est de oraș se găsește Craterul de Impact Kärdla, vechi de 455 de milioane de ani. În oraș se pot admira fântânile arteziene.

## Sursă
- en  http://en.wikipedia.org/wiki/K%C3%A4rdla

Format:Hiiulocalitati
1. ↑  Statistical Database of Statistics Estonia, accesat în 11 decembrie 2018